# 258 a. C.
El año 258 a. C. fue un año del calendario romano prejuliano. En el Imperio romano se conocía como el año 496 ab urbe condita.

## Acontecimientos
- Consulados de Aulo Atilio Calatino y Cayo Sulpicio Patérculo en la Antigua Roma.[1]
- Antíoco II Teos libera la ciudad de Mileto de su último tirano, Timarco.
- Batalla de Sulci entre la República cartaginesa y la República de Roma.